# Upachara
Nell'Induismo, upachara (Sanscrito: उपचार; servizio o cortesia) si riferisce alle offerte fatte alla divinità come parte di un Pūjā.
Sebbene le upachara differiscano secondo la forma di preghiera, qui sono presenti in un elenco di 16, che parallelizza il processo che realizza il benvenuto per l'ospite, come segue:
1. Ahvahana: invocazione della divinità
2. Āsana: offerta di un posto alla divinità
3. Padya: offerta di acqua per lavare i piedi
4. Arghya: offerta di bevanda
5. Achamaniya: offerta di acqua per dissetare la bocca
6. Snana o Abhisheka: bagno
7. Vastra: offerta di un capo di abbigliamento
8. Yagnopavit o Mangalsutra: posizione sul filo sacro
9. Anulepana o Gandha: cospargimento di profumo
10. Pushpanjali: offerta di fiori
11. Dhupa: bruciamento di incenso
12. Diya o Aarti: agitamento una lampada ad olio davanti alla divinità
13. Naivedya: offerta di cibo
14. Namaskara o Pranama: prostrazione o saluto reverenziale
15. Parikrama o Pradakshina. Circumambulatio
16. Visarjana: congedo